# Grandview, Missouri
Grandview är en ort i Jackson County i delstaten Missouri, USA.